# Saint-Aubin-de-Crétot
Saint-Aubin-de-Crétot is een gemeente in het Franse departement Seine-Maritime (regio Normandië) en telt 474 inwoners (1999). De plaats maakt deel uit van het arrondissement Rouen.

## Geografie
De oppervlakte van Saint-Aubin-de-Crétot bedraagt 4,7 km², de bevolkingsdichtheid is 100,9 inwoners per km².
De onderstaande kaart toont de ligging van Saint-Aubin-de-Crétot met de belangrijkste infrastructuur en aangrenzende gemeenten.

## Demografie
Onderstaande figuur toont het verloop van het inwonertal (bron: INSEE-tellingen).